# Ochyrocera maestra
Espèce
Ochyrocera maestra est une espèce d'araignées aranéomorphes de la famille des Ochyroceratidae.

## Distribution
Cette espèce est endémique de la province de Santiago de Cuba à Cuba,. Elle se rencontre vers Tercer Frente.

## Description
Le mâle holotype mesure 1,33 mm et la femelle paratype 1,81 mm.

## Systématique et taxinomie
Cette espèce a été décrite par Pérez-González et Magalhaes en 2025.

## Étymologie
Son nom d'espèce lui a été donné en référence au lieu de sa découverte, la Sierra Maestra.

## Publication originale
- Pérez-González & Magalhaes, 2025 : « On Antillean ochyroceratines (Scytodoidea: Ochyroceratidae: Ochyroceratinae), with the description of three new species from Cuba. » Zootaxa, no 5563(1), p. 264-289.